# Jedenastka (postać fikcyjna)
Jedenastka (oryg. Eleven) - postać fikcyjna, jedna z głównych bohaterek amerykańskiego serialu Stranger Things, grana przez Millie Bobby Brown.
Jedenastka posiada umiejętności telekinetyczne i telepatyczne. Pierwotnie nazywała się Jane Ives, lecz po adoptowaniu przez lokalnego komendanta policji, Jima Hoppera, przyjęła jego nazwisko.

## Życiorys
Jedenastka to córka Terry Ives, odebrana jej wkrótce po narodzinach. Dziewczynka stała się wkrótce obiektem testowym w tajnym projekcie CIA - MKUltra. Posiada ona zdolności parapsychiczne, lecz gdy ich używa jest osłabiona i leci jej krew z nosa. Umieszczona w zbiorniku deprywacji sensorycznej jest w stanie widzieć pozazmysłowo odległe miejsca, a także przenikać do cudzych umysłów. Może również otwierać i zamykać swoiste "bramy" do "drugiej strony" – równoległego wymiaru, zamieszkanego przez potwory. Akcja serialu rozpoczyna się, gdy dziewczyna ucieka z laboratorium i spotyka w lesie swoich przyszłych przyjaciół: Mike'a Wheelera, Lucasa Sinclaira i Dustina Hendersona.

## Geneza
Dufferowie tworząc Jedenastkę inspirowali się projektem MKUltra, filmem E.T, oraz anime Elfen Lied i Akira.
Bracia uważali, że Jedenastka, będzie najtrudniejszą rolą do obsadzenia, gdyż postać miała bardzo mało dialogu. Twierdzili, iż trudne będzie znalezienie aktora zdolnego odegrać tak cichą rolę i przekazać odpowiednie emocję. Po spotkaniu z Millie uznali, że ma niezwykły talent. Aktorka musiała ogolić głowę do roli, czym ona i jej rodzina byli zmartwieni, lecz udało się ich przekonać pokazując zdjęcia Charlie Theron, jako Furiozy z filmu Mad Max: Na drodze gniewu.